# Agalmatofilia

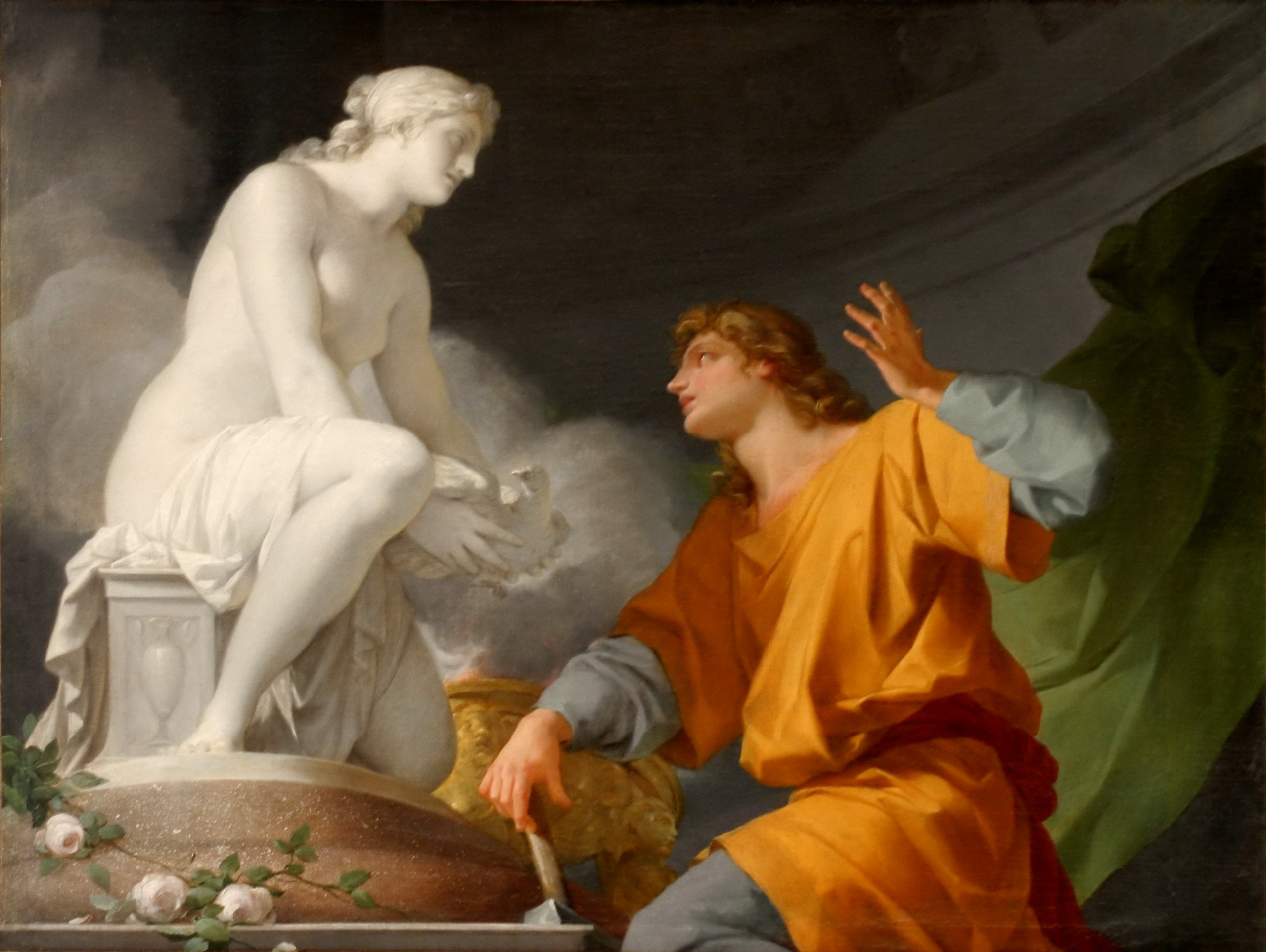
Pigmalión por Jean-Baptiste Regnault, 1786, Musée national du château et des Trianons

La agalmatofilia es una parafilia consistente en sentir deseo sexual hacia una estatua, muñeco, maniquí u otro objeto figurativo similar. 

## Descripción
La atracción puede incluir urgencia por contacto sexual efectivo con el objeto, una fantasía de tener encuentros sexuales o no sexuales con una instancia animada (o inanimada) del objeto preferido, el observar encuentros entre objetos de este tipo o el placer sexual obtenido de pensamientos de ser transformado o transformar a otro en el objeto deseado. 
La agalmatofilia puede también incluir el pigmalionismo (del mito de Pigmalión) que denota amor por un objeto de creación propia.El poeta inglés Edmund Spenser escribió sobre el pigmalionismo en algunas de sus obras.

## Estudio clínico
La agalmatofilia es un término del siglo XX que designa una medicalización de la erotización de las estatuas, ampliamente atestiguada en la medicina legal de finales del siglo XVIII y del siglo XIX.Hay pocos casos históricos reales. Richard von Krafft-Ebing registró en 1877 el caso de un jardinero que se enamoró de una estatua de la Venus de Milo y fue descubierto intentando tener relaciones sexuales con ella.